# 詩巫
诗巫，是东马来西亚砂拉越州的第三大城市，位在拉让江和伊干江的交汇处。主要由华人，伊班人，马来人和马兰诺人组成。1950年代以前，诗巫曾是砂拉越最大的城市，目前人口约25萬，还在持续发展中。因这里祖籍福州人居多而被称为“新福州”、“小福州”；除此之外，来到诗巫到处可以看到白天鹅的雕塑，令这座属于砂拉越的“小福州”的城市也被称为“天鹅城”。

## 历史

### 砂勞越王國
在1850年代，诗巫只是一个由马兰诺人所居住的小村庄。英国人詹姆士·布鲁克在砂拉越开拓了殖民地砂拉越王国，处于拉让江中游的诗巫，便成为通往内陆船只的转运站，经济活动便由此开始发展。华人的到來促使诗巫成为中部砂拉越的贸易中心。随后，來自福建、广州的商人将诗巫变成州内重要的木材集散地，华人社区自此发展起来。
19世紀後，布魯克在诗巫建造了堡垒，支撑起了当地商业的发展，其中以丹绒马林（Tanjung Maling）和加拿逸为最著名的交易点。在沃爾克（H. Wilfrid Walke）所著的《徜徉在南洋野蠻人之間》一书提到：
「诗巫有一个堡垒，堡垒紧挨着常驻在这里的霍斯（Hose）博士的房子，这里以前经常受到达雅人从河中的攻击，霍斯博士的助手詹森告诉我，达雅人乘坐的独木舟可以装载100人。⋯⋯诗巫这儿的河非常宽，有将近一英里，河岸旁就是马来人的村庄。白人统治者和中国人透过这条河在这里做生意并获得了巨大的利润，而达雅人和其他当地人不喜欢白人统治者。」

### 漳泉人加入
英国人殖民诗巫不久，泉漳人隨即加入殖民。和英國人一樣，泉漳殖民者的主業是经商。泉漳人信奉土地公（永安亭大伯公庙）。1850年，泉漳人在拉让江流域落腳。1851年加拿逸的伊玛堡壘建成后，泉漳人遷入加拿逸。1862年，诗巫开埠，布洛克古堡建成，泉漳人遷居当地。1864年，林先慎等人来到泗里街定居。1867年，诗巫哥乐多“广东福建义冢香亭”开始启用。 
1871年，诗巫已有60间店屋和一间庙（即大伯公庙）。1879年，沐胶福德祠泰山亭大伯公庙落成。1880年，加帛絲微雅堡壘建成，遷居加帛。1884年，汶那牙梵恩纳古堡建成，已有居住在此地。1885年，来到玛都和达佬。1886年，拉者政府委任曾番为岜都华人侨长。1889年，诗巫市遭第一次火灾，60间店屋（大部分为泉漳人拥有）被烧毁。1897年，诗巫永安亭大伯公庙重建落成。1898年，拉叻福寿宫大伯公创庙，加帛福隆亭大伯公庙创庙，加帛公墓加帛坡公司义冢开始启用。

### 福州人成為主流

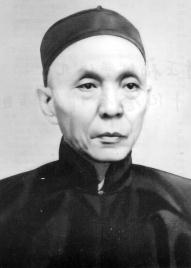
黄乃裳

1900年4月，闽清縣举人黄乃裳在大清参与戊戌维新失败，因叛亂國家只好外逃，带着亲人到砂拉越王国。黄乃裳經过古晋华人甲必丹王长水的介绍，与砂拉越王国君主布鲁克二世订立合约在詩巫建立福州人的殖民據點。他隨即回大清，在闽清、古田、闽侯、屏南等地招集以农民为主，和其他各类工匠、商人、医生、牧师等1,118人，分成三批到砂拉越王国殖民。經過五年伐木垦地，诗巫初具规模。当时诗巫的气候恶劣、瘟疫流行，令福州殖民者水土不服，病者死者相继发生。殖民地初期只有番薯、杂粮、蔬菜等粮食，后来引种橡胶成功，经济大幅发展。1900年黄乃裳曾向砂拉越王國借了四万元當作拉殖民者過來的船费，後拖延还款。由於黄乃裳屡次不同意在殖民地内開赌场、卖鸦片，砂拉越王國財政收入減少，極為不滿，1904年黄乃裳被砂拉越王國驱逐回大清。
1923-1939年，福州少女郭淑芳（1908-1988）到詩巫用教導文盲的殖民者用福州話讀《論語》《孟子》《左傳》《三字經》和伬唱，是詩巫福州文化傳承的重要人物。
黄乃裳成立“新福州开垦公司”與砂拉越王国君主簽訂的殖民协议有十七款，保障了迁徙自由和言论自由等，為大清之所無，孙中山知道后，誉此条约为当时中国对外签订的第一个平等条约。條款有“待吾农人与英人一例，所垦之地有九百九十九年之权利；廿年升科，每英亩纳税洋银一角；王家如需吾农已开垦之地，须照时价估买；吾农有往来自由，信仰自由，言论自由，出版自由，设立公司商业自由，购买枪械自由，航业自由诸权利；无纳丁税、无服公役、无当兵义务；凡违反民事在五元以下罚金之件，港主有自治之权。将其地改名为「新福州」，由王家通告各国邮政，以便通信诸条。”后人为了纪念黄乃裳对诗巫的贡献，便把诗巫的一条街道命名为“黃乃裳街”，设立了黃乃裳中学和立了黄乃裳塑像。中華民國初年，福州台江万寿街也命名为“乃裳路”，现在闽清县城及黄乃裳故居六都湖头等地，都修建了黄乃裳纪念馆，塑了黄乃裳半身和全身立像，供人瞻仰，而湖头街也更名为“乃裳街”。

### 20世紀以後

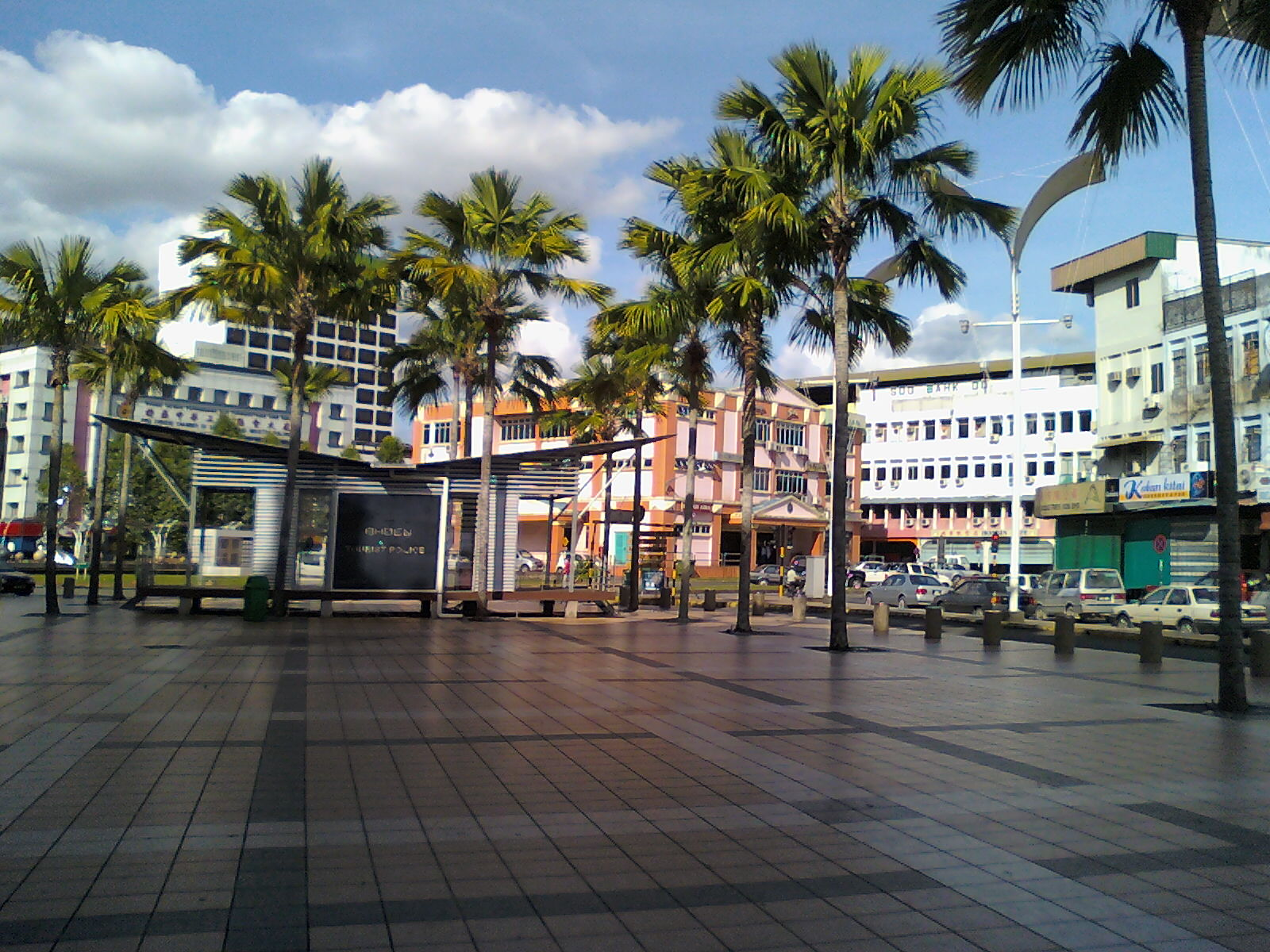
市中心

太平洋戰爭時期，日本帝國攻占婆羅洲，在诗巫修建了机场供军事使用。
1994年，新机场迁移至市郊23公里以外的地区，临近诗巫再也衛星市。從2000年开始，诗巫市议会鼓励步行文化，准备将诗巫市改造成一個花园城市。
1996年，开始新建全马最大的熟食小贩中心，经过几年的发展已近晋升为全东南亚最大，设备最齐全，货品琳琅满目，也曾经得到世界金氏记录，是世界级的小贩中心。
1997年，美国航天局NASA发现诗巫的地理位置最适合观察太阳风暴而打算在这里建立一个据点，不过后来经过土地勘察，发现低层土地松软，潮湿而没有办法建立高达3百公尺的天文台而告吹。
2001年开始，第一次大淹水盖没全城後，馬來西亞聯邦政府并没有拨款来为诗巫治水。此后，每年的淹水次数不断增加，截至2010年，诗巫一共发生过五次大淹水。但是，市政府直至2011年都无法解决严重水患的问题。
从2002年开始至2006年，诗巫市内一共完成了三座跨江大桥，即为伊干大桥（Igan）、阿山港大桥及芦仙大桥（Durin）。工程结束後，往返诗巫和砂拉越首府古晋之间的交通已经不再需要经过渡轮载送过河。另外，全砂最長的羅馬安大桥衔接起了诗巫与丹绒玛尼（Tanjung Manis）的深水港口，使得车子得以往返两处，加速了诗巫的经济发展。
诗巫市郊25公里处，设有一座规划完善的卫星城，并被命名为诗巫再也，以发展轻工业为主。前往造船重工业的中心地，丹绒玛尼高速公路也已连接到詩巫，缩短了往返两处所耗费的时间。

## 地理
诗巫是一座位于马来西亚聯邦，隶属砂拉越的城市。确切位置为拉让江河畔，中游区域。由于地质土壤非常柔软的关系，地层下陷问题严重。此外，市中心大部分区域是建立在拉让江的支流上，即意味着市中心的地質較為鬆軟。

## 交通
詩巫市内主要以汽车与摩托车为主要交通工具。若要前往加帛等拉让江上游的城镇，就必须在诗巫江滨的码头搭乘快艇逆河而上。此外，由于住宅区并不集中，前往市区与学校等地方较为不方便，多数家庭至少拥有一辆汽车。
公共交通工具有巴士和的士供选择。但由于乘客并不是很多，诗巫的巴士经常必须等乘客量足够了才会启程，所以大多数时候是不根据时间到站的。只有少数的时间段，例如早晨六点半或黄昏五六点左右，即为工厂工人上下班的时间，才会有固定来回两个地点的巴士。

## 經濟

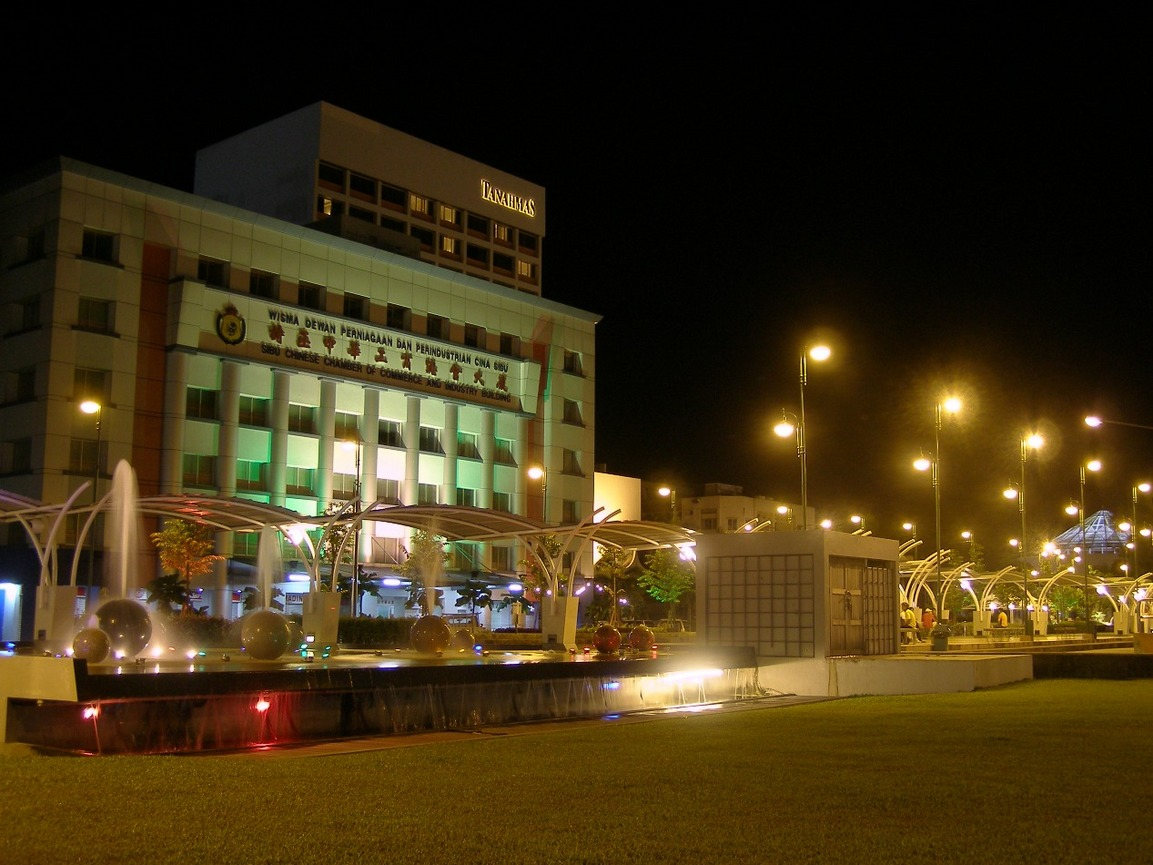
诗巫工商總會

詩巫最主要的經濟活動是造船業。由於地處砂拉越最大河流拉讓江心臟地帶，使得詩巫造船業蓬勃發展。拉讓江屬於淡水河，原料不生鏽，讓業者的製造成本大為降低，有利於市場競爭。2005年詩巫造船業，一共締造了3億馬幣產值，生產的總噸數，更是全國第一，并且95%均為外銷。
詩巫造船業創建於1930年代，當地華人開始建造小型木船，1938年出現第一家造船廠，1940年建造小型漁船、貨船。1960年代，開始建造拖船船架，其後，雙層摩多船、快艇出爐，船速日益突破。1967年，興起建造鐵船，噸級愈見龐大。畢業於日本造船繪測師錢本統學成歸來，及時提升詩巫鐵船繪測技術，此後各家造船廠林立。
1970年代，詩巫造船廠數目居砂拉越第一，數百噸級鐵船每年出產數十艘。1976年，詩巫船廠聯合公會成立。1980年代，蜆壳石油公司委託業者承建13艘工作船，業者為詩巫賺入可觀外匯。1985年，新加坡人開始向詩巫業者訂製拖船，貨船技術亦大有進步，邁向國際市場，逐漸造就詩巫造船工業蓬勃發展。2000年至今，詩巫造船業已經享譽國際。船只銷售之全球各地如東南亞、中國、中東地區、歐美等。
詩巫造船業有今日的佳績，除了地理優勢外，勞力充足也是重要因素。勞力充足，則是詩巫造船業另一項讓其他製造業者欽羨不已的奇蹟，目前外勞在詩巫造船工廠的比率不到2%，原住民包括伊班人、馬來人佔大多數，而且素質高。
詩巫製造的船隻多樣化，有艟舡、快艇、拖船、登陸艇、貨船、海上輔助船等，銷售網遍布歐美、東協、中國，砂拉越首席部長亦呼籲各種族，應向詩巫造船業者學習與合作。
主要产品为金融业、建筑业、棕油業、木材業和造船業。1963年7月22日，英国殖民地政府委任砂拉越人为候任首席部长，砂拉越进入自治时期。1963年9月16日，砂拉越、新加坡、北婆罗洲（沙巴）和马来亚联合邦签订条约，共组马来西亚，至今55年。

## 華人學校
诗巫是砂拉越的第三大城市，市区内的从商人员90%为馬來西亞华人，在大清和中華民國期間來，后来因為中华人民共和国建立，他们才決定定居詩巫。诗巫有华族文化协会，有福州十邑文物馆，有华人基金会、慈善会、银行和原先有6间华文独立中学（全马之冠，其中开智中学已在2000年底迁校至民都鲁），华文小学多达几十所，还有华人义山墓地。基金会、慈善会的本金，许多还是抗战时遗留下来的。诗巫的華裔居民多是福建移民及其后裔（他們說福州話，不是閩南語）。

## 当地美食

### 干盘面（Kampua）
一道来自砂拉越诗巫的面食，最初由早期从中国福州迁徙至诗巫的移民引入。这些移民生活贫困，需要一道便宜、填饱肚子又容易制作的食物，于是他们开始制作这道来自福州的干拌面，将自制的面条与猪油、葱和调味料混合，形成了干盘面。面条由小麦粉、鸡蛋、盐和水制成，煮熟后与香脆的猪油、酱汁和调味料拌匀，通常加入薄切的红烧猪肉片和装饰。如今，干盘面已经演变出多种口味，包括传统、浓郁的黑色和微辣的红色。

### 鼎边糊
源自砂拉越诗巫市的一道独特汤面食品，其名字直译为“锅边糊”。这一美食有着悠久的历史，起源于早期福州移民在诗巫市的定居。这道菜的核心食材是由液态米粉糊制成的扁平面条片，制作过程中，液体糊被倒在热锅边，迅速凝固成薄薄的面团，然后被熟练的厨师刮入沸腾的汤中，形成了鼎边糊独特的面条。汤的制作是一门艺术，通常以美味的猪肉和墨鱼为底，再加入福州鱼丸、凤尾鱼、黑木耳、大蒜、姜、胡椒和鱼露等配料，独特之处在于巧妙地使用了砂拉越白胡椒等当地食材。虽然因其专业工具和技术要求，鼎边糊并不常见于家庭厨房，但您仍然可以在砂拉越，尤其是诗巫市的一些餐馆找到这道美食。

### 光饼（Kompia）
源自中国福建省福州市，传入马来西亚有福州族群的诗巫，因而被亲切地称为“福州百吉饼”。传说光饼得名于著名的戚继光，他在1563年进入福建时，海盗采取游击战术，因怕他的声誉，总是能追踪他的士兵的餐点烟雾。为解决这个问题，戚继光制作了一个中间有洞的面包，士兵能方便携带并边走边享用，以致敬戚继光的胜利而命名为光饼。最初的光饼质地坚硬，适合长途旅行，而在马来西亚的光饼则更柔软可口。面团由小麦粉、小苏打、酵母、盐和水混合制作，然后发酵两小时后，制成小面团，擀平并在中间插入棍子，然后在木炭热烤炉中烘烤。在诗巫，光饼通常搭配炖猪肉馅。如今，一些商家还推出了光饼汉堡、炒光饼、咖喱光饼等创新变种。

### 八珍汤
诗巫著名的中草药膳汤之一。它是由两个汤的配方组成，四君子汤和四物汤。四君子汤的成分包括党参、白术、茯苓和甘草。而四物汤的成分则包括熟地、白芍、当归和川芎。这八种中草药组合在一起成为八珍汤，传统上有助于滋养气血，健脾胃，缓解疲劳。八珍汤应该成分均匀，药材足够，才能确保口味正宗。当搭配福州长寿面一起烹制，就成了一道美味的菜肴。八珍汤的药材通常可以在诗巫市的传统中药店如保元行和周福春购买得到。

### 砂拉越千层糕（Kek Lapis Sarawak）
一款流行的分层蛋糕，尤其在砂拉越的节庆期间备受欢迎。它以其令人惊叹的多彩层次和五光十色的设计而著称，尽管有些砂拉越千层糕也是由普通的水平层制成的。这款甜点相对较新，是在20世纪70年代和80年代由印尼贝塔维人引入的，他们带来了他们自己的印度尼西亚荷兰融合蛋糕。随后，砂拉越人加入了新的成分、风味和颜色，形成了现在的砂拉越千层糕。制作这款蛋糕需要复杂的过程，包括烘烤薄层面糊、精心排列层次和设计，最终切割和重新组装，呈现出令人惊叹的多彩效果。尽管成本较高，但砂拉越千层糕因其外观和美味而备受砂拉越当地居民和游客喜爱，现在已经成为各种庆祝活动的常客。在诗巫中央市场也非常容易找得到。

### 竹筒鸡（Manok Pansoh）
伊班语为“Manok Pansoh”，是砂拉越达雅社区（伊班族、比达友族和烏魯族）的标志性美食。这道传统美食的制备方法独特，将鸡肉与洋葱、姜、香茅、大蒜、火炬姜花和高良姜等香料混合腌制后，装入新鲜切下的竹筒中，用木薯叶密封，然后在明火旁缓慢烘烤。这个过程无需添加油或水，而是依靠鸡肉的天然汁液，使其成为一道独具风味的美食。以前在达雅丰收节期间才遇得到竹筒鸡。然而，这道美味的菜肴越来越受欢迎，现在可以在餐厅菜单上找到，不仅在长屋拜访时品尝，甚至还可以在圣诞节开放日享用。

## 宗教信仰

### 基督教

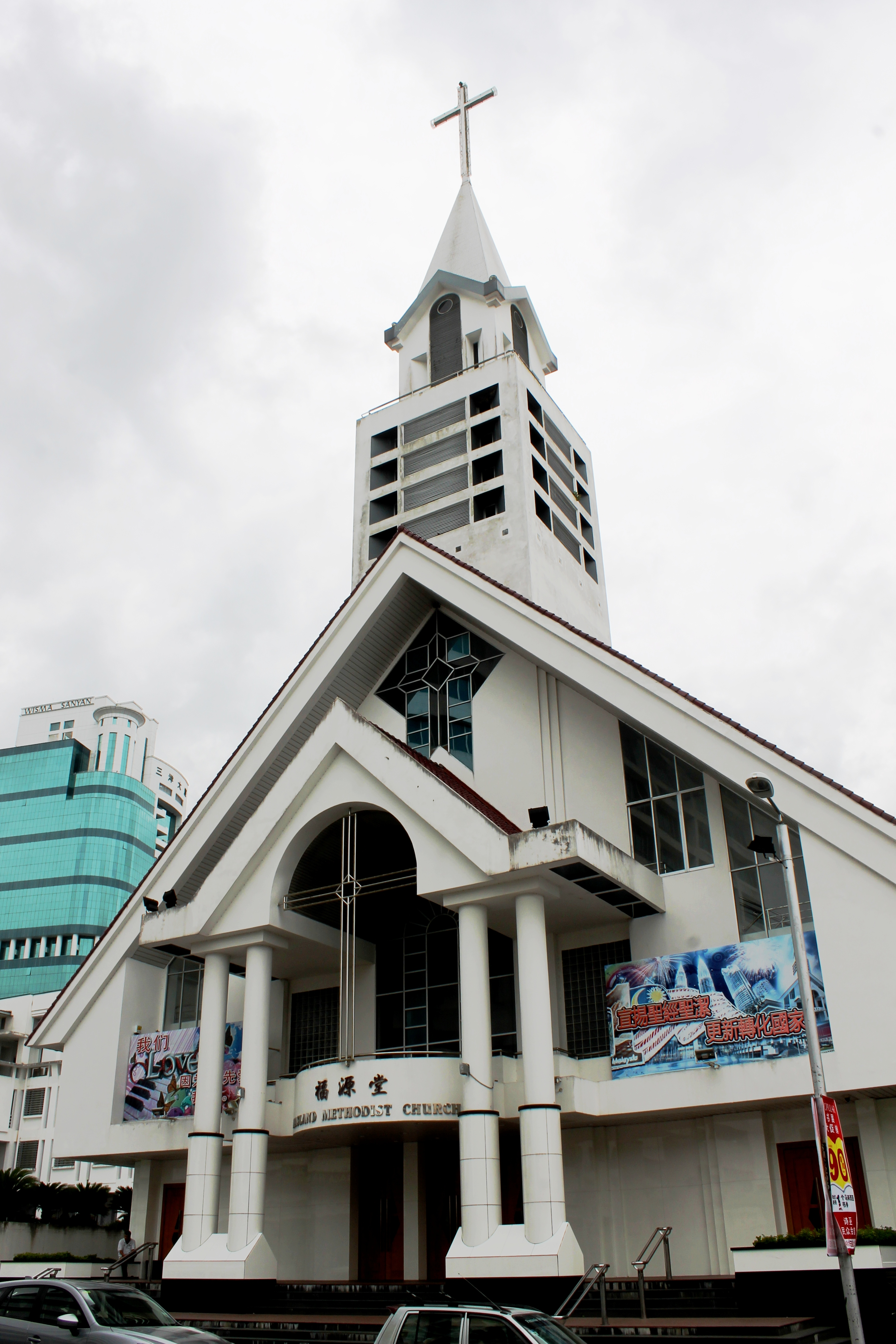
卫理公会福源堂

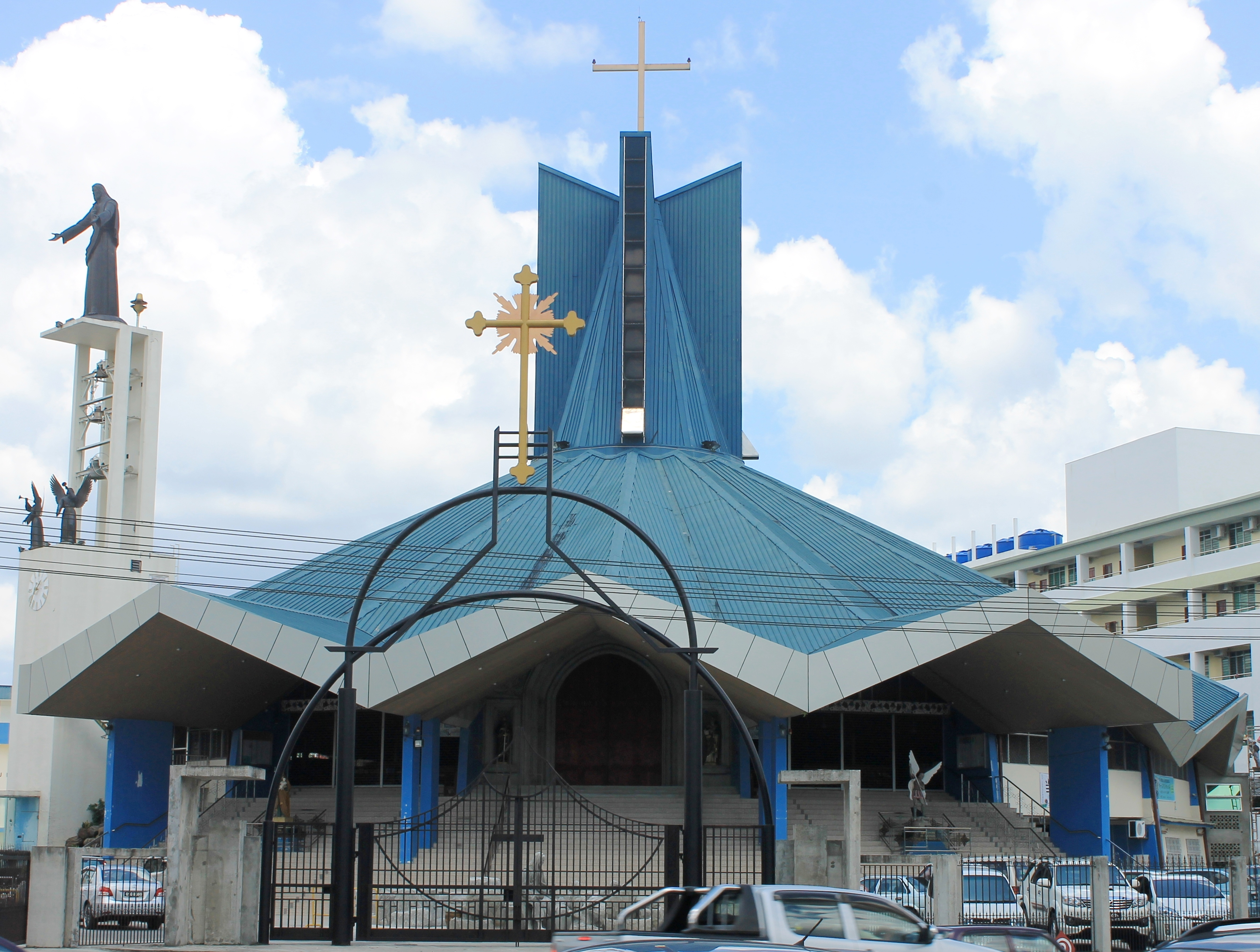
天主教圣心堂

自1902年，富雅各牧师将基督教卫理公会带入诗巫。基督教发展至今，大多数诗巫华人，特别是福州人与兴化人都信仰基督教，并以卫理公会为最大宗派。诗巫全城的教堂林立，单就卫理公会的教堂就有三十多座, 是马来西亚卫理公会教堂最多的城镇。除了卫理公会，其他教会宗派如天主教、圣公会、BEM福音教会也为数不少。其他少数基督教宗派如丰收教会、浸信会、灵粮堂、长老会、路德会、希望教会等都有在诗巫设立分堂。诗巫所有教会宗派的教堂总数约六十余间。除了华人以外，大多数伊班人也信仰基督教。诗巫信仰基督教人口密度不仅全国最高，教堂数目按人口比例也是全国乃至东南亚之冠。诗巫最著名的卫理公会教堂是福源堂（Masland Methodist Church），其他卫理公会教堂则有怀安堂（Hwai Ang Methodist Church），卫斯理堂（Wesley Methodist Church），圣道堂（Logos Methodist Church）等；天主教教堂则有圣心堂（Sacred Heart Cathedral）；圣公会教堂则有圣约翰堂（St. John Anglican Church）。

### 华人民间传统信仰

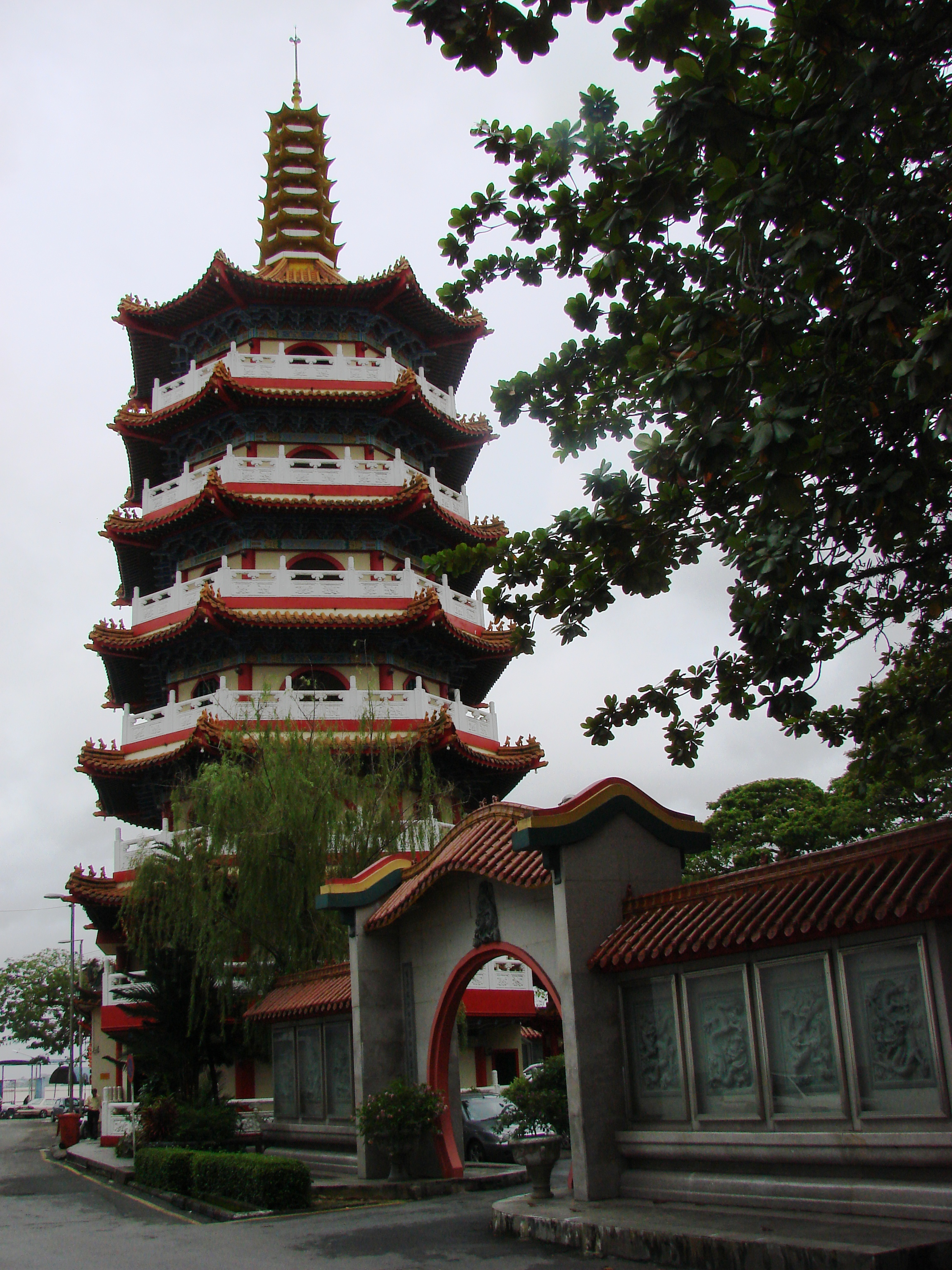
永安亭大伯公庙

诗巫华人其他主要的宗教信仰是大伯公信仰以及观音信仰，这情况与新马其它地区一样。早在基督教传入诗巫之前，大伯公信仰就由漳泉人从中国的土地公信仰带入。在诗巫许多华人的神庙都会供奉大伯公。历史悠久的永安亭大伯公庙是著名的大伯公神庙，后面的观音塔则供奉观音。大伯公游街每四年轮到本市一次，会轮流举办。另外本地的一些华人与新马其他地区华人一样也膜拜南洋区的拿督公，与大伯公信仰的“汉族土地公”相比，拿督公就相当于“马来版的土地公”。土地公其实讲的就是当地的土地管理者，大伯公是家里成员最大的，诗巫人都称之为“大伯”。这大伯公只讲究三个字，也清清楚楚的写在那边了《福，德，正》。一般我们了解的福当然是福气，德当然是道德，正当然正直。后来，诗巫人也有拜拿督公的习惯，因为这里的赏封一般就是拿督开始的。每个神灵都有自己的宗旨，比如观音是讲究纯洁，关公是讲究义气，岳飞是讲究忠诚。

### 释儒道与其他华人信仰

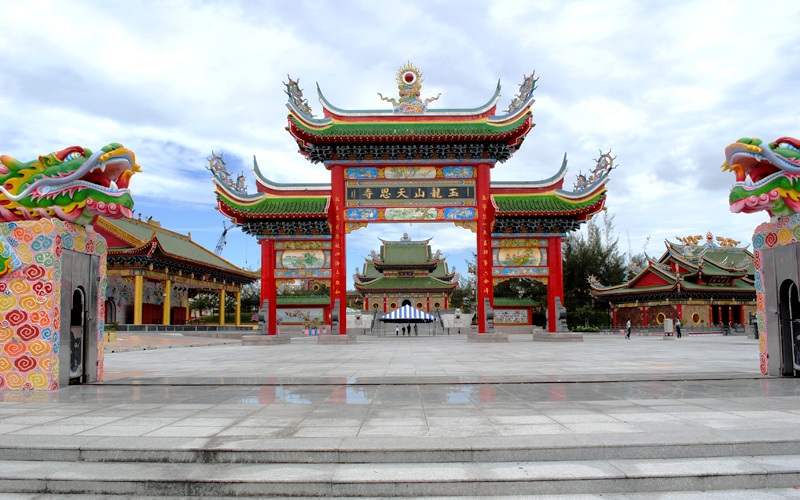
玉龙山天恩寺

诗巫也有不少华人信奉佛教，主要是汉传佛教。多数华人佛教徒也兼奉其他华人民间信仰如大伯公信仰。华人其他宗教计有道教、儒教，真空教、一贯道、赛巴巴等。诗巫的玉龙山天恩寺是全国最大的综合佛教、道教与儒教的寺庙。

### 伊斯兰教

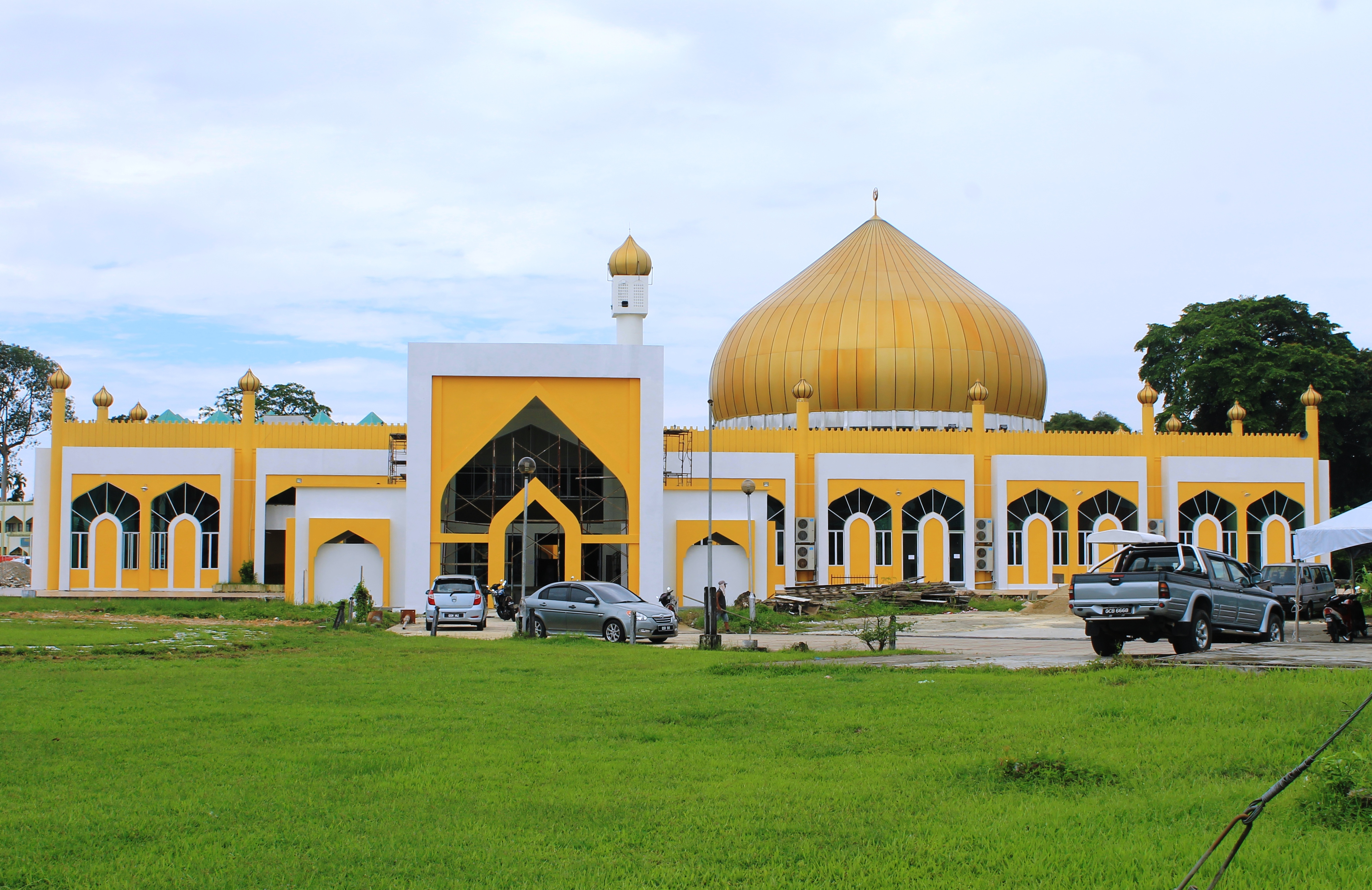
安努尔清真寺

伊斯兰教在诗巫主要来自马来人社群。除了马来人外，不少马兰诺人也信奉伊斯兰教。诗巫最大的清真寺是安努尔清真寺（Masjid An-Nur）可容纳四千人，最古老的清真寺则是阿尔卡迪姆清真寺（Masjid Al-Qadim）。

## 风情与习俗
诗巫的华人仍保留着一些民间习俗，其中包含口耳相传的禁忌。
临近农历新年，当地商场就会挂起红灯笼和红布条等装饰品。当地人也会进行大扫除。到了除夕夜，在州内其它城市工作的人会带着一家大小开车回到诗巫，这是因为诗巫是许多人的故乡。在外地读书的年轻人也会乘着年假，回到家乡过年，庆祝农历新年这个华人最盛大的活动。
当地华人在除夕夜有守岁的习俗，多数华人会在新年期间燃放烟花和鞭炮（虽然马来西亚聯邦法律不允许贩卖烟花，但是诗巫华人却还是能通过非法渠道购买到烟花）。诗巫华人都会在除夕至初一的午夜十二點准时燃放鞭炮。近年來，更有許多人燃放高空烟花，并且持续半个小时至一个小时。在2023年2月3日，马来西亚联邦政府已取消烟花禁售法。
除了华人的农历新年外，诗巫最大的节日当屬伊班人的达雅节（Gawai Dayak）。达雅节又称丰收节，是砂拉越当地原住民──伊班人的传统节日，是为了庆祝丰收和祈祷平安幸福的活动。当地多数学校会为了这个节日而申请补假，将原本两天的假期延长为一周，以让伊班裔的学生能回到位在市郊的长屋，准备他们传统的庆祝活动。
由于砂拉越内印度裔的人口较少，因此砂拉越不同于馬來亞半岛不庆祝屠妖节。

## 友好城市
| 友好城市                   | 结好时间                                                | 签字地点     |
| -------------------------- | ------------------------------------------------------- | ------------ |
| 福州市（中国福建省）       | 2002年6月12日                                           |              |
| 宁德市（中国福建省）       | 2004年4月12日（友好意向書） 2009年3月20日（友好協議書） | 宁德市       |
| 毫州市（中国安徽省）       | 2006年5月                                               |              |
| 福州市福清市（中国福建省） | 2011年2月21日                                           | 福州市福清市 |
| 福州市閩清縣（中国福建省） | 2011年2月22日                                           | 福州市閩清縣 |
| 寧德市古田縣（中国福建省） | 2011年2月23日                                           | 寧德市古田縣 |
| 福州市屏南縣（中国福建省） | 2011年2月23日                                           | 福州市屏南縣 |
| 福州市鼓樓區（中国福建省） | 2011年2月24日（友好协议书）                             | 福州市鼓樓區 |
| 邢台市清河县（中国河北省） | 2011年3月（友好意向書） 2013年6月28日（友好协议书）     | 詩巫         |
| 濮阳市濮阳县（中国河南省） | 2011年10月19日（友好意向书）                            | 濮阳市       |
| 南平市（中国福建省）       | 2012年6月4日                                            | 詩巫         |
| 莆田市（中国福建省）       | 2012年11月26日                                          | 诗巫         |
| 肇庆市广宁县（中国广东省） | 2013年6月28日                                           | 诗巫         |
| 香港东帝汶总商会           | 2013年3月23日                                           | 香港         |
| 武夷山市（中国福建省）     | 2014年11月16日                                          | 武夷山市     |
| 成都市金堂县（中国四川省） | 2015年3月23日（友好意向書）                             | 詩巫         |
| 咸宁市（中国湖北省）       | 2017年3月28日（友好意向書）                             | 詩巫         |